# محمد برهان الدين
محمد برهان الدين داعي فاطمية مطلق الثاني والخمسون من سلسلة الدعاة المطلقين، من طائفة البهرة الدكتور محمد برهان الدين نجل الداعي الفاطمية الراحل الدكتور طاهر سيف الدين.

## المولد والنشأة والأسرة
ولد سلطان البهرة الدكتور محمد برهان الدين في عشرين من ربيع الآخر سنة 1333 هجري الموافق 6 مارس 1915 ميلادي في مدينة سورت الواقعة في الضفة الغربية من شبه القارة الهندية،
ينتمي السلطان إلى أسرة عريقة في الهند اعتنقت الإسلام منذ بزوغ شمسه في هذه القارة، ونشأ وتربى على يد والده الداعي الفاطمي الراحل الدكتور طاهر سيف الدين الذي تولى زمام زعامة طائفة البهرة لمدة لا تقل عن 53 سنة، وقد كان والده ذا شخصية إسلامية وعالمية بارزة، وله مؤلفات وأشعار في اللغة العربية ساهمت إسهاماً كبيرًا في إثراء الأدب العربي والإسلامي والفاطمي على حد سواء، وقد عينته الجامعة الإسلامية الهندية جامعة علي كر رئيسًا لها اعترافًا بجهوده المبذولة في سبيل الأمة الإسلامية وتوحيد صفوفها وتقديرًا لها،
ابتدأت حياة السلطان الدكتور برهان الدين في رحاب القرآن الكريم والسنة النبوية، حيث إنه ختم القرآن الكريم ترتيلا في الخامسة من عمره، واستمر في تلقي التعاليم الإسلامية والآداب العربية حتى أتقن اللغة العربية الفصحى في حداثة سنه تكلمًا وكتابة إلى حد تمكن فيه من تصنيف القصائد وكتابة العبارات المقفاة بهذه اللغة المميزة، عينه والده السلطان الراحل منصوصًا له (ولي عهده) في التاسعة عشر من عمره لما رأى تمكنه ونبوغه في العلوم الإسلامية والعربية ونباهته في تولي أمور الطائفة وتدبير شؤونها، وعقب تعيينه لهذا المنصب عكف برهان الدين على حفظ القرآن الكريم عن ظهر قلب حتى أكمل حفظه في سنتين عن عمر يناهز الواحد والعشرين.

## الاهتمام بالتعليم من المنطلق الإسلامي
اهتم سلطان البهرة الدكتور محمد برهان الدين بالتعليم اهتمامًا بالغًا، وهو عنده يحتل رأس قائمة الأولويات لمهامه المنصبية، نظرًا إلى إنفاقه وتبرعاته بالأموال الطائلة لإنشاء المدارس والمعاهد والكليات العلمية بهدف تعليم الكبار والصغار ذكورًا وإناثًا من أبناء الطائفة وغيرهم، وتطوير قدراتهم المهنية والأكاديمية، وقد أينعت اليوم ثمار جهوده العلمية بمحو الأمية تمامًا عن طائفته، أجرى عملية التعليم في أبناء الطائفة تحت رقابته وتحت أنظاره ومسامعه ليكون حريصًا على تعليمهم العلوم الإسلامية والآداب العربية وتثقيفهم بالعلوم الإنسانية والكونية الحديثة من منطلق إسلامي سلمي، ومنهج إسلامي يهدف إلى تغذية الجانب الروحي بمعرفة الخالق والإقرار بوحدانيته، بعيد عن التطرف والإرهاب، وعن الثقافة الغربية المفارقة لأصول الإسلام وقواعده،
وسلطان البهرة يعتبر من السابقين الأولين في العالم الإسلامي الحديث الذين دعوا إلى تأسيس نظام تعليمي يقوم على أسس إسلامية ومنهج إسلامي سليم، بعد أن كانت الأنظمة التعليمية في البلدان الإسلامية التي استعمرتها القوات الغربية الأجنبية قد طبعت بطابع غربي لم يأخذ في الاعتبار منهج الإسلام وعقائده وأفكاره من أجل خدمة مقاصد قوات الاحتلال وأغراضه، إلى جانب دعوته المبكرة إلى تأسيس لغة إنجليزية إسلامية، اعتبارا بأن اللغة الإنجليزية لغة عالمية ولكنها عاجزة وضيقة عن تعبير الأفكار القرآنية والمفاهيم الإسلامية تعبيرا يوحي بقداستها ويستوعب عظمتها، وقد كان أول دعم مادي لسلطان البهرة لإقامة نظام تعليمي إسلامي هو تبرعه بعشرة ملايين روبية باكستانية عند الافتتاح الرسمي للجامعة السيفية كراتشي الباكستان 1401/1981 بحضور رئيس جمهورية باكستان الأسبق ضياء الحق.
الجامعة السيفية – التي يرئسها حاليا والواقعة في قلب مدينة سورت الهند، مع فرعها الواقع في مدينة كراتشي الباكستان، والفرع الجديد التي تم افتتاحه في مدينة نيروبي (أفريقية) بمناسبة ميلاد السلطان المئوي – ثم الفرع الرابع في بومباي - هي نموذج مثالي حي لذلك التعليم والتثقيف وهي أبرز ما يمثل جهوده التعليمية والتربوية، وهي أكاديمية عربية تمتاز كل الامتياز بانتهاجها المنهج الإسلامي في التربية والتعليم، وضع حجر أساسها الداعي الفاطمي الثالث والاربعون عبد علي سيف الدين سنة 1229/1814، وطورها ونظم أمورها سلطان البهرة الراحل الدكتور طاهر سيف الدين والد سلطان البهرة الحالي،
تمثل هذه الجامعة الحركة العلمية والتراث العلمي للخلفاء الفاطميين الذين أنشأوا أقدم جامعة تعرف بـ«الأزهر»، هذه الحركة العلمية التي احتفظت بالدعاة الفاطميين الذين أنشأوا مراكزا للتعليم في اليمن والهند، والتي استقطبت أبناء المذهب من كل مكان.

## إنجازاته في مجال القرآن الكريم
نهضة حفظ القرآن الكريم وتحفيظه من أهم إنجازات سلطان البهرة الدكتور برهان الدين في أبناء طائفته، وقد ساعده على إقامة هذه النهضة حفظه بذاته لكتاب الله ع ج ومحبته له مع ما وهبه الله من الصوت الحسن في تلاوته وعلاقاته الودية والحميمة مع مشاهير قراء العالم الإسلامي أمثال الشيخ محمود خليل الحصري وغيره.
تجسدت هذه النهضة في إنشاء معهد سنة 1396/1975 ضمن الجامعة السيفية يعني بتحفيظ القرآن المجيد وتدريس علومه، المعهد الذي أطلق عليه اسم «معهد الزهراء»، وهو مركز لتحفيظ القران الكريم نسيج وحده في العالم الإسلامي، استخدم فيه أحدث التقنيات التعليمية والتكنلوجيا الحديثة وتم بناءه تحت مخطط معماري ظريف وهندسة فنية فريدة بغرض تسهيل عميلة الحفظ وإتقانها.
أحدث هذا المعهد انقلابا عظيما في أوساط طائفة البهرة الثقافية والعلمية، وحرك فيهم شوق الحفظ لكتاب الله، وفي خلال العشر السنوات الأخيرة حفظ فيها أكثر من خمسمائة طالب وطالبة في الجامعة السيفية القرآن كاملا، وهذا المعهد هو قائم في تحفيظه على النظام المتواتر في الأمة الإسلامية، نظام القراءة والتلقي من الشيخ المقرئ أو المحفظ، حيث يقرأ الطالب الذي يحفظ القرآن الكريم على محفظه، ويقوم محفظه بتصحيح تلاوته سواء في الحفظ نفسه أو في المخارج وأحكام التجويد، كان تركيز هذا المعهد أولا هو على طلاب الجامعة السيفية ولكنه في الآونة الأخيرة وسع نطاقه ليشمل كافة أبناء الطائفة في جميع أنحاء العالم، مستعينا على ذلك بشبكة الإنترنت كوسيلة لتحفيظ أهل البلدان الشاسعة، والذين لا يستطيعون الحضور إلى مدينة سورت والتسجيل فيه، وأنشا لهم موقعا إلكترونيا رسميا يستطيعون عبره تسجيل أسمائهم والتمكن من خلاله التبرك بحفظ كتاب الله أو حفظ ما تيسر منه، إضافة إلى انتهاز شهر رمضان الكريم كفرصة لتعليم وتحفيظ الضاعنين في السن من أبناء الطائفة ما تيسر منه ابتداء من الجزء الثلاثين، ولا سيما أولئك الذين لا يتكلمون باللغة العربية ويواجهون صعوبة في فهم اللغة وحفظ القرآن الكريم.

## من أجل اقتصاد إسلامي خالص (الانسلاخ الكلي من المعاملات الربوية)
في نهاية القرن الرابع عشر الهجري في سنة 1399 هـ الموافق 1978 م عقد سلطان البهرة الدكتور برهان الدين الملتقى الفاطمي العلمي في الجامعة السيفية سورت، وحضره ما يقارب أربعة آلاف شخص من أبناء الطائفة من 311 بلدة بما فيها 167 بلدة أجنبية،
يعتبر هذا الملتقى من أهم إنجازات السلطان بين أبناء الطائفة في كافة المستويات التعليمية والاجتماعية والاقتصادية، لا سيما وإنه عقد في وقت لم تبق بلدة من البلدان الإسلامية إلا وقد أصابها إعصار الحداثة الغربية وثقافتها المنافية لثقافة الإسلام وتعاليمه، وأثر فيها تأثيرا بليغا، عقائديا وفكريا، واستجابت له سياسيا واجتماعيا واقتصاديا.
كان من أهم الأمور التي ناقشها سلطان البهرة في هذا الملتقى الحاضرين والغائبين من أتباعه وحث على التزامهم بها هو الالتزام الكلي بالدين الإسلامي وبتعاليمه الربانية، والاعتصام الكامل بالعقيدة الإيمانية في كافة مجالات الحيوة لا سيما الثقافية والاجتماعية والاقتصادية، والابتعاد التام عن تعاطي الربى والتعامل به بأي شكل من الأشكال وفي أي وضع من الأوضاع،
كان لهذا الملتقى الأثر الكبير في أبناء الطائفة وهو ما لا يخفى اليوم من انسلاخهم الكامل من المعاملات الربوية، والتحلي بجمال الإسلام في المظهر والملبس، والاستشعار بشعار الإيمان في كافة مجالات حياتهم،
لم يكن انسلاخ أبناء الطائفة من المعاملات الربوية أمرا سهلا لو لا تفرد سلطانهم بتسهيل وإنشاء المشروع البرهاني للقرض الحسن، فقد تبرع فيه ولا زال يتبرع بالمليارات (كل بلدة بعملتها) قرضا حسنا مما سهل الطريق أمام أبناء الطائفة للتخلص من الربى ومضاره، وقد وفقه الله بهذه الطريقة الفريدة أن يشكل نموذجا مثاليا لمزايا الاقتصاد الإسلامي الذي يضمن النجاح ويتكفل بالتقدم والازدهار، لا سيما في هذه الفترة التي اجتاحت فيها الأزمة الاقتصادية والمالية العالمَ بأسره.

## جهوده في رفع المستوى المادي والمهني لأبناء الطائفة
تعبر المشاريع والمؤسسات الخيرية التي أنشأها سلطان البهرة عن جهوده الخيرة ومساعيه المبذولة في استصلاح شؤون أبناء طائفته ورفع مستواهم في كافة المجالات الدينية والمعيشية والاقتصادية والثقافية، ومن ضمن هذه المشاريع والمؤسسات ما يلي:
- مشروع القرض الحسن: اقيم هذا المشروع ليمد أبناء الطائفة بقروض خالصة وخالية من الربى، وهو الذي بفضله انتعشت طائفة البهرة ماديا واقتصاديا،
- دعمه لاستمرار الأساس السيفي: وهو عبارة عن مؤسسة خيرية أقامها والده السلطان الراحل الدكتور طاهر سيف الدين عام (1959) لمعالجة قضايا عدة منها:

- قضية الفقر والاحتياج، - تطوير التعليم وتحسين مناهجه وإمداده
- لإمداد والمساعدة الطبية لكافة عباد الله
- وتطوير المشاريع والمؤسسات الخيرية التي تفيدهم
- إنشاء الأساس البرهاني: وهو مؤسسة خيرية أقامها السلطان عام 1991 م، من أهم أهدافها:

- تطوير وإمداد البرامج والمشاريع الهادفة لحفاظة البيئة،
- دعم الرعاية التامة والأمان البيئي،
- تطوير البحوثات العلمية التي تكافح الانحرافات البيولوجية والتلوث البيئي،
- الاستخدام الأمثل للموارد الطبيعية في إطار الحفاظ على البيئة،
وقد قام هذا الأساس البرهاني في العام 2011 م بحملة توعوية تحت عنوان «انقذوا عصافيرنا» Save Our Sparrows سجلتها موسوعة غينيس لعام 2011م، وفيها تم توزيع 52 الف مُطعِم العصافير في أنحاء العالم،
- إنشاء المشروع التذكاري لعقيلته المتوفية أمة الله آئي : تم إنشاء هذا المشروع عام 1996 م عقب وفاة عقيلته أمة الله بسنتين، وقد لعب دورا هاما في دعم الأشغال النسوية والمصانع المنزلية التي تديرها المرأة المسلمة داخل المنزل،
- إنشاء لجنة الزراعة والري في اليمن لمكافحة القات: تم تأسيس هذه اللجنة في شرقي حراز لمكافحة القات – زراعة ومضغا - لما له من المضرات الصحية والاقتصادية والاجتماعية، وقدحققت هذه اللجنة ولا زالت تحقق نجاحا كبيرا في استئصال شجرة القات واستبدالها بشجرة البن وغيرها من زراعة الخضروات والفواكه، وفي دعم وإنشاء البرك في قرى حراز النازحة التي يشح فيها الماء وتتعوق فيها عملية الزراعة.

## -الزعيم الديني والأب الروحي للطائفة
العلاقة القائمة بين سلطان البهرة وبين أبناء طائفته علاقة ودية وصميمة وعميقة للغاية، وهي – كما يلاحظ – علاقة ثنائية ومتبادلة يمكن تشبيهها بعلاقة الوالد الحنون مع أبناءه الأبرار المطيعين، فأبناء الطائفة – إلى جانب اعتقادهم بأنه زعيمهم الديني – يعتقدون بأنه أيضا والدهم وأباهم الروحي الذي يجدون فيه حنان الأب وشفقة الوالد، ويلمسون فيه روح القيادة المتكاملة والزعامة الدينية المطمئنة، فهم يترددون إليه دائما في جميع أمورهم الدينية والدنيوية، وكما يذكر أبناء الطائفة ان باب السلطان لم يوصد دونهم قط ولو للحظة واحدة، حتى لربما يأتي الآتي منهم إليه في ساعة متأخرة من الليل فيجده مبتهجا لإتمام حوائجه وإجابة سؤاله.

## انجازاته المعمارية
تتمثل بعض جهود سلطان البهرة الدكتور محمد برهان الدين في إحياء الآثار الفنية الإسلامية والفاطمية وترميمها في التالي:
- ترميم وإعادة بناء مسجد أمير المؤمنين علي بن أبي طالب بالكوفة.
- ترميم الجامع الأنور بالقاهرة، وهو من أعظم المساجد الأثرية الإسلامية الفاطمية وأضخمها، وقد كان قبل الترميم في حالة يرثى لها، تراجعت لها عن ترميمه كثير من المنظمات الأثرية بمن فيها منظمة اليونيسكو، رممه سلطان البهرة مع أبناء طائفته في 28 شهرا، وافتتحه سنة 1401/1981 مع رئيس جمهورية مصر العربية آنذاك محمد أنور السادات وعدد كبير من الوزراء والمسؤولين،
- ترميم الجامع الأقمر (القاهرة) 1996/1416
- ترميم الجامع الجيوشي (القاهرة)
- ترميم وإعادة بناء مسجد اللؤلؤة (القاهرة)
- تذهيب ضريح أمير المؤمنين علي ابن أبي طالب بالنجف وضريح الإمام الحسين وضريح أخيه العباس في كربلاء،
- بناء ضريح السيدة زينب ومقصورة السيدة رقية بالقاهرة
- بناء ضريح لـ ابن عم النبي صلى الله عليه وآله جعفر الطيار رضوان الله عليه،
- بناء ضريح السيدة رقية في سوريا
- بناء روضة طاهرة في ممبئ الهند، وهي قبة منصوبة على قبر والده الداعي الفاطمي الراحل طاهر سيف الدين فريدة من نوعها لا مثيل لها في العالم الإسلامي على الإطلاق، تم نقش القرآن الكريم فيها كاملا بماء الذهب وترصيع بسملاته بالياقوت والعقيق والمرجان، وقد عقد مهرجان عظيم عند افتتاحها في سنة 1975/1394 حضره عدد من الرؤساء والوزراء ورموز من الشخصيات الإسلامية،[7][8]
- بناء المستشفى السيفي في مدينة ممبئ الهند، وتزويده بأحدث الألات والتقنيات الطبية المستكشفة حديثا، وقد تم افتتاحه في سنة 2005/1426 بحضور رئيس وزراء الهند فخامة منموهان سينق وعدد كبير من الوزراء والمشاهير.[9][10]
- بناء فرع علم الوراثة Department of Genetics في جامعة كراتشي عام 2005/1425.

## تكريمه
أحرزت جهود سلطان البهرة الدكتور محمد برهان الدين وإنجازاته في كافة المجالات تقديرا عالميا ملحوظا، كل ذلك من قبل عدد من رؤساء الدول العربية والأجنبية وعدد من الجامعات العربية والإسلامية، يتلخص بعض ذلك في التالي:
- قيام جامعة الأزهر تحت مشيخة الدكتور أحمد حسن الباقوري وبتوجيه من ريئس الجمهورية المصرية آنذاك جمال عبد الناصر بمنحه درجة العالمية الفخرية في العلوم الإسلامية (Honoris Causa) بتأريخ 31 مارس 1966 تقديرا لجهوده الخيرة في العمل على توثيق الروابط الكريمة بين المسلمين.
- قيام جامعة عليكر الإسلامية اقتفاء بجامعة الأزهر بمنحه شهادة الدكتواره في العلوم الفلسفية بتأريخ 8 نوفمبر 1966, كما طلبت منه عام 1999 أن يرئسها كما ترأسها والده السلطان الراحل الدكتور طاهر سيف الدين من 1953 إلى حين وفاته في عام 1965
- قيام جامعة كراتشي-الباكستان عام 2005/1425 بمنحه شهادة الدكتواراه في الآداب
- تكريمه بـوشاح النيل عام 1978/1398 على يد رئيسي جمهورية مصر السابقين أنور السادات وحسني مبارك
- تكريمه بـوسام الكوكب الأردني من الدرجة الأولى عام 1982/1402 على يد الملك حسين
- مفتاح المدينة، لاهور-الباكستان 1988/1408
- مفتاح المدينة، هيوستن وتكساس وسان جوس (الولايات المتحدة) 1996/1416

## وفاته وولي عهده
توفي سلطان البهرة الدكتور محمد برهان الدين يوم الجمعة 16 ربيع الأول 1435 هجري الموافق 17 يناير 2014 ميلادي عن عمر 102 سنة،
تم دفنه إلى جانب والده الدكتور الراحل طاهر سيف الدين في بومباي، حيث وقد شيع جنازته مئات الالاف من أبناء الطائفة وغيرهم، وقد صورت بعض القنوات الهندية اكتظاظ شوارع بندي بازار بومباي وهم يشيعون جنازته،
لم يرحل السلطان حتى اقام في منصبه ابنه الثاني سلطان البهرة الحالي السيد مفضل سيف الدين يخلفه بعد انقضاء ايامه، وهو الداعي الثالث والخمسون من سلسلة الدعاة الفاطميين.